# Faleco
Faleco fue un gobernante y mercenario griego.

## Biografía
Fue gobernante de Fócida antes de ser derrocado. Después de su derrocamiento se convirtió en el líder de un grupo de mercenarios, cuyos servicios fueron solicitados por Cnosos en Creta. Una vez en Creta. Los líderes de Cnosos le ordenaron atacar a su enemigo, la ciudad de Licto. Los lictios pidieron ayuda a los espartanos que llegaron a Creta con un ejército bajo su rey Arquidamo III. Como Faleco estaba sitiando Licto, los espartanos llegaron y rompieron con el sitio. Más tarde, en 343 a. C. Faleco atacó y sitió Cidonia, donde fue derrotado y perdió la vida.